# 黄揆
黄揆（？—884年），唐末黄巢起义军将领，黄巢弟。唐僖宗中和三年（883年）他帅众驻守沙苑（今陕西大荔南），为李克用部将李存贞击败。不久他又与王璠攻克华州（今陕西华县），后又为李克用军所破。中和四年（884年），与黄巢同时牺牲于泰山狼虎谷。